# Sint-Jozefkapel (Meerlo)

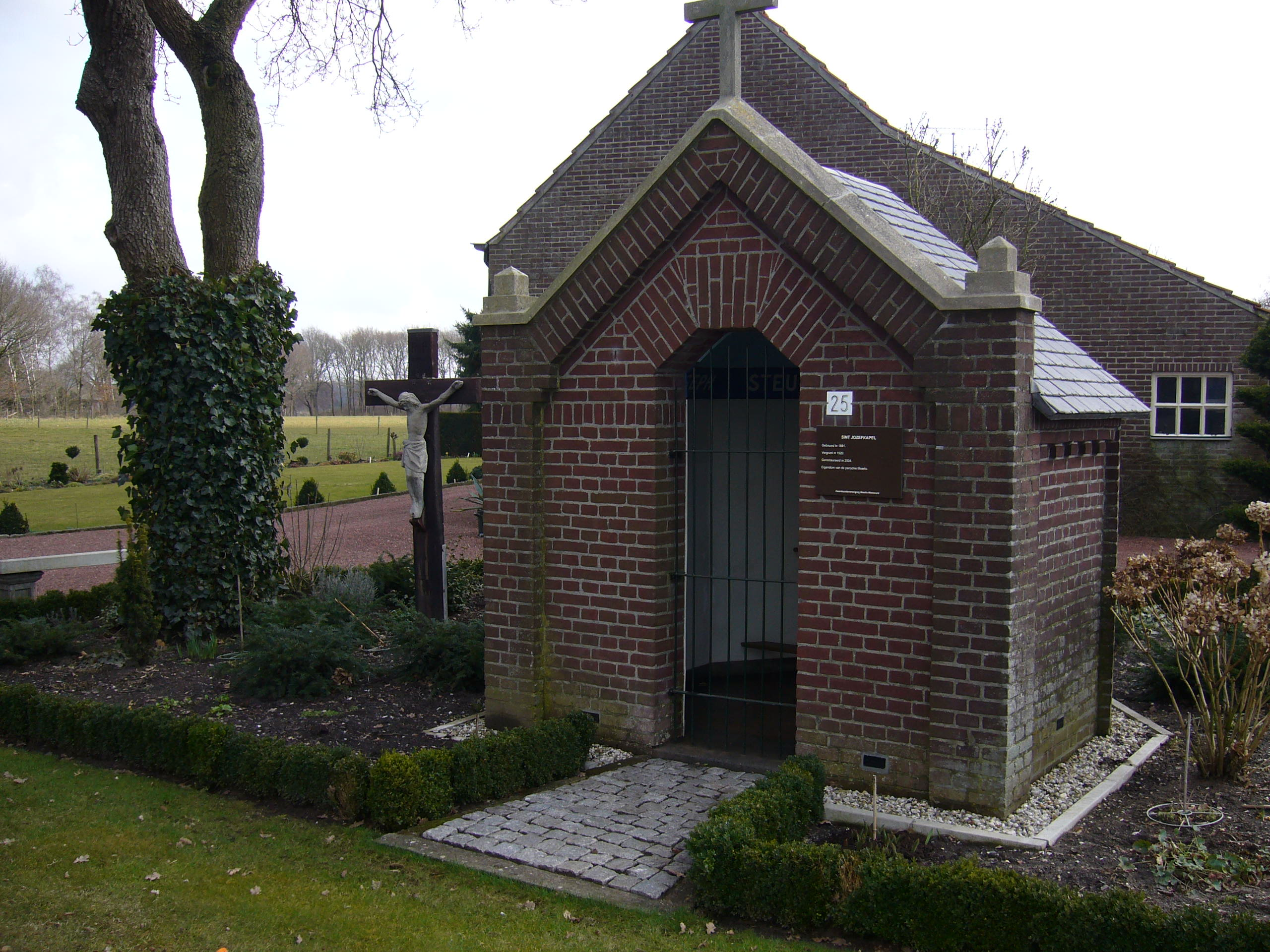
De Sint-Jozefkapel

De Sint-Jozefkapel is een kapel in Meerlo in de Nederlands Noord-Limburgse gemeente Horst aan de Maas. De kapel staat aan De Cocq van Haeftenstraat 25 waar de Stievenakker uitkomt op deze weg ten zuidwesten van het dorp.
Naast de kapel staat een groot wegkruis met corpus.
De kapel is gewijd aan de heilige Jozef van Nazareth.

## Geschiedenis
In 1881 werd de kapel gebouwd.
In 1920 werd de kapel vergroot.
In 2004 werd de kapel gerestaureerd.

## Gebouw
De bakstenen kapel heeft een driezijdige koorsluiting en wordt gedekt door een zadeldak met leien. Op de hoeken zijn er steunberen geplaatst en de gevels hebben geen vensters. De frontgevel is een puntgevel met schouderstukken waarbij op de top een stenen kruis geplaatst is en op de beide schouderstukken een stenen bol. De frontgevel bevat de trapeziumvormige toegang tot de kapel die wordt afgesloten door een metalen traliehek.
Van binnen is de kapel wit gestuukt, waarbij het gewelf lichtblauw geschilderd is op een donkerblauwe band. Op het gewelf zijn gouden sterren geschilderd. Op de donkerblauwe band is een tekst aangebracht (BVO = bid voor ons):

Heilige Joseph steun der huisgezinnen B.V.O.

In de achterwand is een rechthoekige nis aangebracht die wordt afgesloten door een deurtje met spiegelglas. In de nis staat een beeld van de heilige Jozef met kind.